# Stilbocarpa lyallii
Stilbocarpa lyallii là một loài thực vật có hoa trong Họ Cuồng. Loài này được Armstr. miêu tả khoa học đầu tiên năm 1881.